# Cattedrale di Cristo (Isole Falkland)
La cattedrale di Cristo (in inglese: cathedral church of Christ) è la chiesa cattedrale della parrocchia anglicana delle Isole Falkland, sorge nella città di Stanley nelle Isole Falkland.

## Storia e descrizione
La chiesa fu progettata da Arthur Blomfield e costruita con pietra locale e mattoni tra il 1890 e il 1892, sul sito della chiesa della Santissima Trinità, andata distrutta in seguito ad una frana di torba nel 1886.
Consacrata nel 1892, è oggi la cattedrale anglicana più a sud del mondo e svolge la funzione di chiesa parrocchiale per le Isole Falkland, la Georgia del Sud ed il Territorio antartico britannico.
Nella parte anteriore della chiesa si erge un monumento, un arco di osso di balena, realizzato con le fauci di due balene blu. Il monumento fu realizzato nel 1933 per commemorare il centenario del dominio britannico nelle Isole Falkland.